# Fakala
Ne doit pas être confondu avec Dandougou Fakala.
Fakala est une commune du Mali, dans le cercle de Djenné et la région de Mopti, dont le chef-lieu est Sofara.
La commune rurale de Fakala comprend 30 villages.

## Politique
| Année | Maire élu            | Parti politique |  |
| ----- | -------------------- | --------------- |  |
| 1999  | Alassane Guindo      |                 |  |
| 2004  | Alassane Guindo      |                 |  |
| 2009  | Alassane Guindo      | Urd             |  |
| 2020  | Issa Dicko dit pathe | Acl             |  |